# Мадок
Ма́дог (или Ма́дауг) ап Оуайн Гвинед (валл. Madawg ap Owain Gwynedd) — валлийский принц, который, согласно легендам, в 1170 году открыл Америку, за 300 лет до путешествия Христофора Колумба в 1492 году. Вокруг Мадога существует множество спекуляций разной степени научности, но большинство исследователей сомневаются, что он доплывал до Америки (а некоторые отрицают и само его существование).

## История Мадога
Современных упоминаний о Мадоге не сохранилось: всё изложенное ниже известно лишь в позднейших переложениях историков.
У отца Мадога Оуайна Гвинеда было 13 детей от двух жен и ещё несколько незаконнорождённых. Среди последних был и Мадог со своим братом Риридом. После смерти Оуайна в 1170 году началась борьба за трон, и Мадог, согласно легенде, отчаялся и вместе с Риридом отправился из Лландрилло (Рос-он-Си, графство Конуи) в путешествие на запад. После долгого плавания небольшая лодочная флотилия обнаружила плодородную землю, где 100 человек основали первую колонию. В то же время Мадог и другие вернулись в Уэльс, чтобы набрать ещё поселенцев. Собрав 10 кораблей, Мадог уплыл на запад и больше не возвращался. Предполагалось, что он высадился на западном берегу Флориды или в заливе Мобил (ныне штат Алабама). Хотя сами легенды сообщают, что никто не вернулся, далее они уверенно продолжают рассказ о путешествии Мадога и его спутников вверх по долине Миссисипи, постройке ими зданий и встречах с дружественными и не очень индейскими племенами. В результате валлийцы якобы осели где-то на Великих равнинах.
Оуайн Гвинед ап Грифид, отец Мадога, действительно существовал, и многими считается одним из величайших правителей Уэльса. Его правление было ознаменовано войной с королём Англии Генрихом II, а после его смерти действительно разразилась междоусобица между его сыновьями Давидом, Майлгуном и Родри. Однако ни один источник того времени не упоминает, чтобы у Оуайна был сын по имени Мадог.

## Валлийские индейцы
Согласно более поздним вариантам легенды, поселенцы, в конце концов, влились в различные племена индейцев Северной Америки, и что их потомки, сохранив свой язык в течение сотен лет, всё ещё проживали в приграничных регионах.
Первым о говорящих по-валлийски индейцах сообщил миссионер Морган Джонс, которого в 1669 году захватили в плен индейцы тускарора, принадлежавшие к роду под названием Doeg. По сообщению Джонса, вождь, услышав, как миссионер молится по-валлийски, решил пощадить его, так как понимал этот язык. Джонс несколько месяцев прожил среди индейцев, успешно проповедуя им Евангелие по-валлийски. В 1686 году он вернулся в британские колонии и записал рассказ о своих приключениях.
Позже некоторые путешественники также заявляли, что встречались с валлийскоговорящими индейцами, а один даже сообщал, будто встреченное им племя поклонялось книге, где было записано Евангелие по-валлийски. Рассказы о валлийских индейцах были столь популярны, что даже Льюису и Кларку было поручено собирать данные о таких племенах. Многие утверждали, что на месте Луисвилла, штат Кентукки, раньше было поселение валлийскоговорящих индейцев. В XVIII веке исследователь бассейна Миссури Джон Эванс из Вайнваура в Уэльсе ставил себе, в частности, цель найти потерянные племена Padoucas, или Madogwys.
Вначале эта легенда была распространена не только среди европейских поселенцев: в 1810 году Джон Севьер, первый губернатор штата Теннесси в письме своему другу майору Эймосу Стоддарду рассказал о состоявшемся в 1782 году разговоре с Оконостотой, старым вождем чероки, относительно древних укреплений вдоль реки Алабама. По словам вождя, эти форты были возведены белыми людьми, искавшими в них защиты от предков чероки. Оконостота сообщал, что народ этот назывался Welsh, а их вождём был Modok. Как точно Севьер, писавший письмо в 1810 году, мог передать разговор тридцатилетней давности, — неясно.
В ранних легендах европейское происхождение «белых индейцев» могло быть очень разным, от ирландского до португальского, да и названия племён могли сильно различаться (а иногда и не встречались более нигде). В конце концов, однако, установился консенсус, согласно которому европейцы были валлийцами, а индейцами — сиуанское племя мандан. Мандан очень сильно отличались от своих соседей по языку, культуре и внешнему виду. По мнению художника Джорджа Кэтлина, высказанному в книге 1841 года «Североамериканские индейцы», мандан были потомками Мадога и его спутников. Он нашёл «бычьи лодки» мандан весьма похожими на кораклы. Достаточно сложную планировку поселений мандан он также приписывал европейскому влиянию (тогда ещё не были известны развитые культуры вроде культуры бассейна Миссисипи или хоупвеллской). Сторонники этой теории указывали также на связь между Мадогом и мифологическим Одиноким Человеком у мандан, который предоставил людям убежища на время великого потопа.
Валлийский историк Томас Стивенс заработал себе имя, предложив на эйстетвод сочинение, разбивающее миф об открытии Мадогом Америки.